# George Kuwa
George Kuwa (7 de Abril de 1885 – 13 de Outubro de 1931) foi um ator japonês da era muda do cinema. Foi o primeiro ator a interpretar o famoso detetive sino-americano Charlie Chan no cinema, em 1926, no filme "A casa sem chave" ("The House Without a Key"). Nascido e falecido no Japão.

## Filmografia completa[2]
nomes originais (em inglês)
1. Wicked (1931) .... amigo do Tony
2. A Clean-Up on the Curb (1931)
3. Daughter of the Dragon (1931) .... Sing Lee
4. Sweepstakes (1931)
5. After the Storm (1928) .... A. Hop
6. Chinatown Charlie (1928) .... Hip Sing Toy
7. The Showdown (1928) .... Willie
8. The Secret Hour (1928) .... Ah Gee
9. Chicago (1927) .... O ajudante de Flynn
10. The Warning (1927) .... Ah Sung
11. The Chinese Parrot (1927) .... Louis Wong
12. White Pants Willie (1927) .... Wong Lee
13. Melting Millions (seriado, 1927)
14. Night Bride (1927) .... Jardineiro japonês
15. Perch of the Devil (1927) .... Charley Lee
16. The House Without a Key (seriado, 1926) .... Charlie Chan
17. That Model from Paris (1926)
18. The Silver Treasure (1926) .... Luis
19. The Dice Woman (1926) .... Mordomo
20. A Trip to Chinatown (1926) .... Tulung
21. Money Talks (1926) .... Ah Foo
22. The Nutcracker (1926) .... Saki
23. The Enchanted Hill (1926) .... Chan
24. A Son of His Father (1925) .... Wing
25. The Wife Who Wasn't Wanted (1925) .... Ajudante japonês
26. Head Winds (1925) .... Wai Sai
27. Oh, Doctor! (1925) .... Chang
28. Curlytop (1924) .... Wang Toy
29. Broken Barriers (1924) .... Chang
30. The Storm Daughter (1924) .... Ah Sin
31. Sporting Youth (1924) (uncredited) .... Atendente chinês
32. The Man from Wyoming (1924) .... Sing Lee Wah
33. The Eternal Struggle (1923) .... Wo Long
34. Daddy (1923)
35. The World's Applause (1923)
36. The Beautiful and Damned (1922)
37. Enter Madame (1922) .... Tomamoto
38. The Half Breed (1922) .... Kito
39. Sherlock Brown (1922) .... Sato
40. Bought and Paid For (1922) .... Oku
41. Moran of the Lady Letty (1922) .... 'Chopstick' Charlie
42. Five Days to Live (1922) .... Hop Sing
43. Nobody's Fool (1921) .... Ah Gone
44. The Invisible Fear (1921) .... Nagi
45. Midsummer Madness (1920) .... Ajudante japonês
46. Officer 666 (1920) .... Bareatto
47. The Round-Up (1920) .... Garoto chinês
48. Sick Abed (1920) .... Wing Chow
49. The Willow Tree (1920) .... Kimura
50. Toby's Bow (1919) .... Jap
51. Man of Might (1919)
52. A Woman in the Web (seriado, 1918)
53. Love Me (1918)
54. Rimrock Jones (1918) .... Woe Chong
55. The Countess Charming (1917) .... Soto
56. Forbidden Paths (1917)
57. The Bottle Imp (1917) .... Makale
58. The Yellow Pawn (1916) .... Sen Yat
59. The Cossack Whip (1916) .... Ajudante de Turov
60. The Soul of Kura San (1916) .... Oki